# World War Joy
World War Joy è il terzo album in studio del gruppo musicale statunitense The Chainsmokers, pubblicato il 6 dicembre 2019.

## Tracce
1. The Reaper (feat. Amy Shark) – 3:04
2. Family (con Kygo) – 3:21
3. See The Way (feat. Sabrina Claudio) – 2:56
4. P.S. I Hope You're Happy (feat. Blink-182) – 3:45
5. Push My Luck – 3:01
6. Takeaway (with Illenium feat. Lennon Stella) – 3:29
7. Call You Mine (feat. Bebe Rexha) – 3:37
8. Do You Mean (feat. Ty Dolla $ign and Bülow) – 3:13
9. Kills You Slowly – 3:35
10. Who Do You Love (feat. 5 Seconds of Summer) – 3:46